# Villa Halstenbach

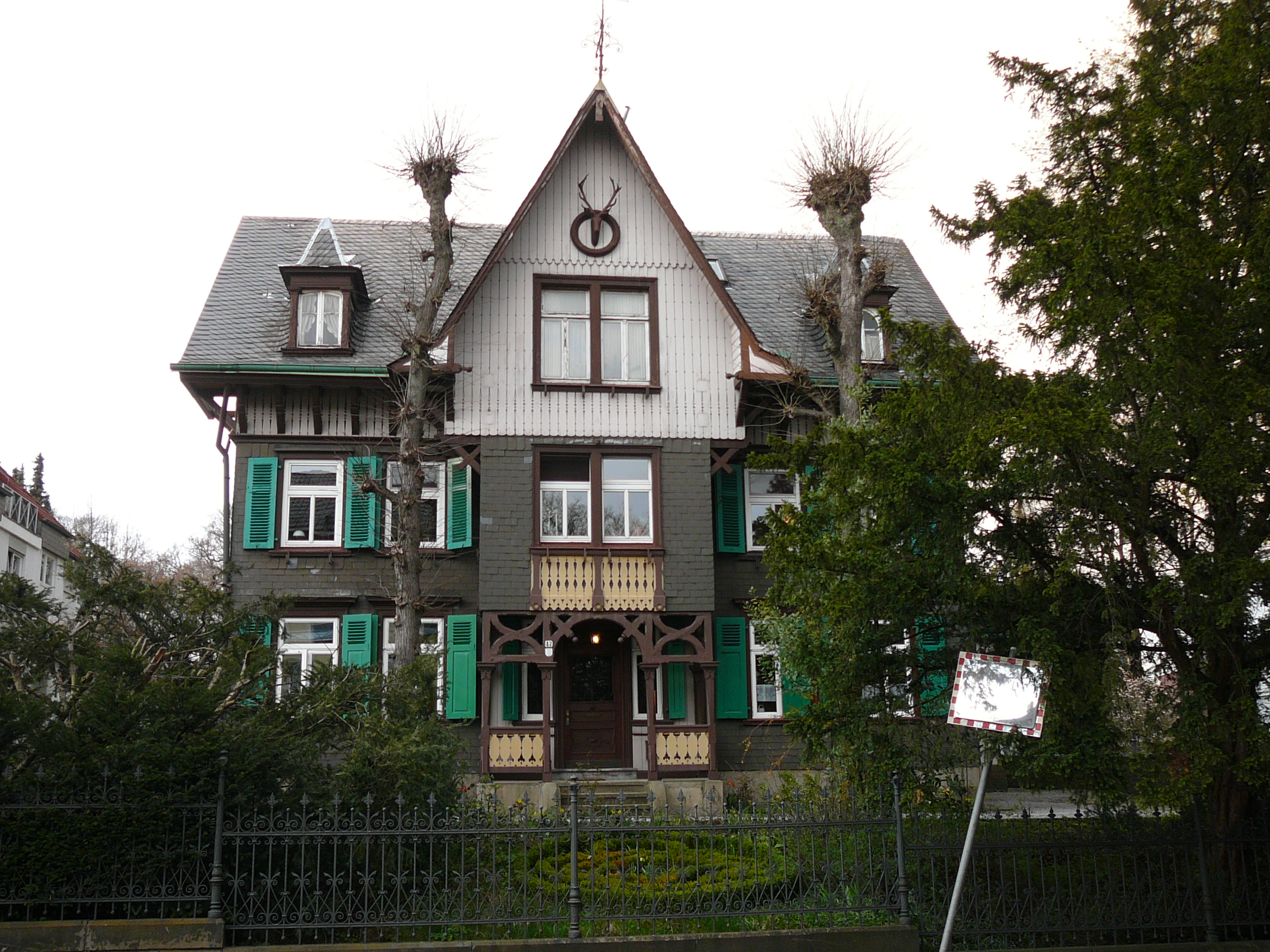
Villa Halstenbach mit der Schauseite zur Straße Am Diek

Die Villa Halstenbach (Hausanschrift: Am Diek 47) ist eine Villa im Wuppertaler Stadtbezirk Oberbarmen. Das geschichtsträchtige Gebäude liegt im Ortsteil Wichlinghausen und gilt als die Keimzelle der Christlich Demokratischen Union Deutschlands (CDU). Als Baudenkmal ist sie in die Denkmalliste der Stadt Wuppertal eingetragen.

## Beschreibung

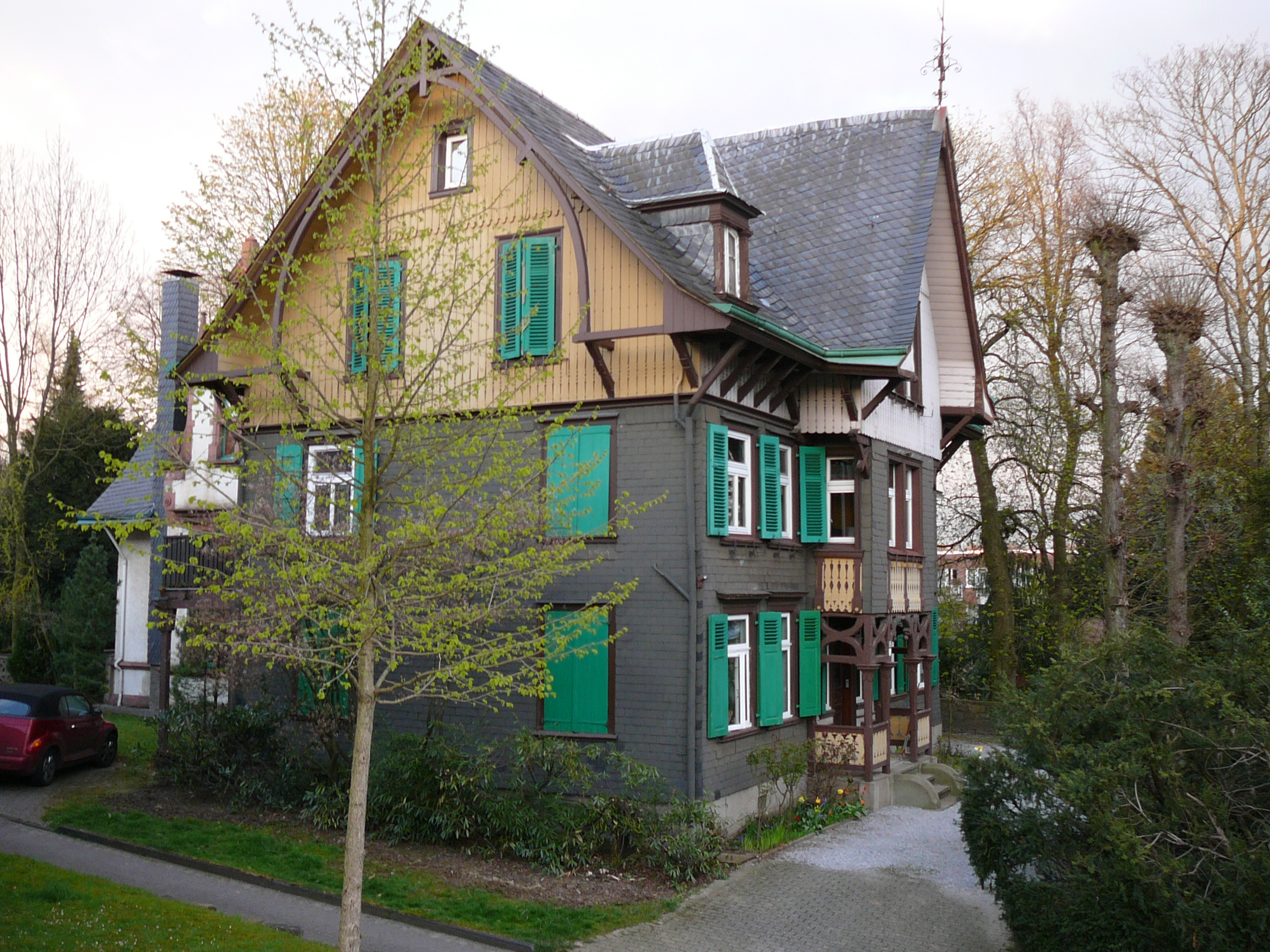
Villa Halstenbach mit der westlichen Front

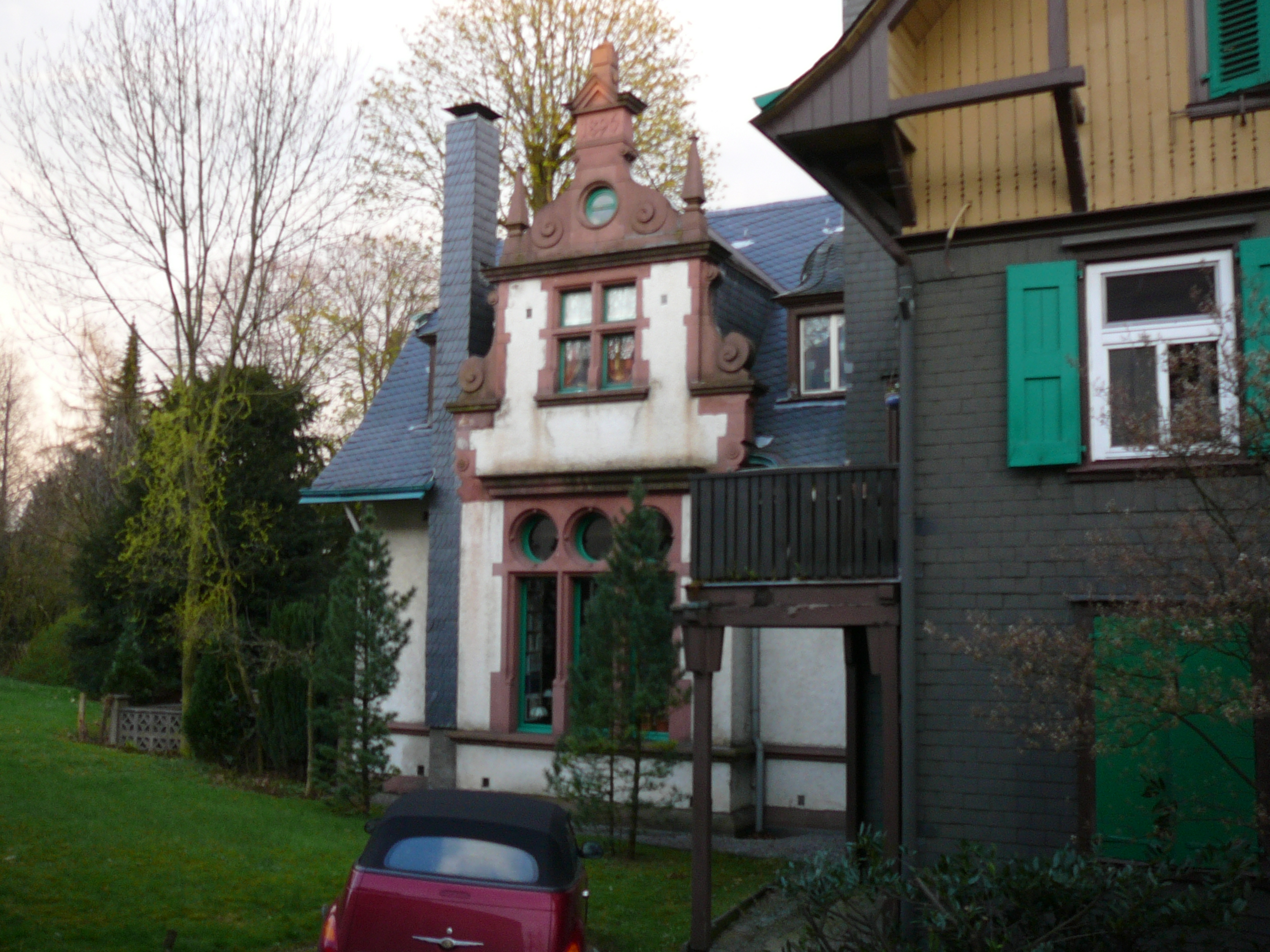
Der Anbau der Villa Halstenbach an der Westseite

Die zweigeschossige Villa wurde in der zweiten Hälfte des 19. Jahrhunderts errichtet und ist eine verschieferte Fachwerkkonstruktion. Das Gebäude hat ein Satteldach mit einem überdeckenden Zwerchgiebel und Zierbretterverkleidung erhalten. Das Dach ist weit ausladend, dies wird durch die Konstruktion mit traufseitigen Kopfbändern und mit Schwebegiebeln ermöglicht, zum Teil als Sprengewerk. Der Eingang befindet sich zur Straßenseite in den Mittelrisaliten, deren Schauseite aufwändig gestaltet ist.
Ein Seitenflügel wurde 1896 an der nördlichen Seite angefügt. Dieser Flügel hat ein unterkellertes Saalgeschoss und ein ausgebautes Dachgeschoss. Die Fassade des Anbaus ist verputzt und die Fenster- und Türeinfassungen sind aus Naturstein ausgeführt. Ebenso ausgeführt wurden der verzierte Zwerchgiebel des Mittelrisaliten und ein Erker aus Naturstein. Der Erker zur östlichen Seite mit einem trapezförmigen Grundriss befindet sich giebelseitig am Saal und mittig unter dem vorgekragten Fachwerkgiebel des Satteldaches. Mit Säulen und Rundbögen lehnt sich der Erker dem romanischen Stil an. Der Mittelrisalit mit Zwerchgiebel ist dem Stil der Renaissance angelehnt.

## Geschichte
1796 bezog die Familie Lekebusch das Haus in Wichlinghausen. Es befindet sich in Nachbarschaft einer Reihe von Häusern, die die Familie Mittelsten Scheid um 1800 auf den noch unbebauten Hügeln Wichlinghausens errichten ließ. Laut einer anderen Quelle wurde das Haus 1806/07 von Peter Mittelsten Scheid erbaut, ein Jahr, das auch eine andere Quelle nennt.
1896 wurde das Haus in nördliche Richtung erweitert. Der heutige Namensgeber der Villa, Willy Halstenbach (1886–1953), erwarb das Gebäude 1922. Er lebte mit seiner Frau Marie und seinen sechs Kindern ab 1923 in der Villa. Der Inhaber der Gummiband- und Maschinenfabrik Halstenbach hatte weite Interessen. Neben der Malerei, der Kunstgeschichte und der Literatur interessierte er sich vor allem für theologische Dinge. Er wirkte als Presbyter der evangelisch-reformierten Gemeinde Barmen-Gemarke. So war er ein Anhänger der bekennenden Kirche zur Zeit des Nationalsozialismus und bot sein Haus als Zusammenkunft an. In dem Haus trafen beispielsweise Männer wie Karl Barth, Johannes Schlingensiepen, Martin Niemöller und Hanns Lilje zusammen und hielten Geheimtreffen und verbotene theologische Examen ab, die von der Gestapo unentdeckt blieben. Ebenso unentdeckt blieb die Hilfe für jüdische Mitbürger. Nach dem Krieg bemühte sich Halstenbach um die Neueröffnung der Kirchlichen Hochschule Wuppertal.
Während des Zweiten Weltkrieges trafen sich Schriftsteller des Eckart-Kreises zu literarischen Abenden im Saal der Villa. Im Park wurde das Gärtnerhäuschen zu einer Privatschule umgewidmet, spätere Politiker wie Johannes Rau und Kurt Drees erhielten hier Unterricht von einer Studienrätin. Das Gärtnerhaus bewohnte Helmut Kahlhöfer, seit Dezember 1945 Organist der Immanuelskirche und Gründer der Kantorei Barmen-Gemarke, die bis 1950 im Saal des Hauses probte. 1947 wurde vom Schülerbibelkreis Klingelholl im Haus ein Elternabend veranstaltet, bei dem unter anderem Klaus Goebel und Heinz Engel mitwirkten.
Der 17. August 1945 ist ein weiteres bedeutendes Datum für dieses Haus und zugleich für die politische Entwicklung Westdeutschlands nach dem Zweiten Weltkrieg. Im Herrenzimmer der Villa trafen sich politisch interessierte, evangelische Christen, um über die Wiederbelebung der ehemaligen Zentrums-Partei nachzudenken. Neben Halstenbach zählten zu diesem Kreis Ernst Plutte, Emil Marx, Otto Schmidt, dessen Villa sich schräg gegenüber der Villa Halstenbach befand, Klaus Brauda, Hermann Lutze, Erwin Finkentey, Willi Hennes, Gustav Theill, Robert Pferdmenges und der spätere Bundespräsident Gustav Heinemann.
Laut Erinnerung Lutze: „… Erst im Laufe der Diskussion reifte der Entschluss, eine neue christliche Sammlungspartei zu gründen …“. Dies war damit die Geburtsstunde der Christlich-demokratischen Partei (CDP), die sich später als Christlich Demokratische Union Deutschlands (CDU) formierte. Gegründet wurde die Partei offiziell am 2. September 1945 in Köln.
Nach dem Tod der Witwe Halstenbachs wurden 1967 Räume der Villa an Studenten vermietet. 1970 drohte der Abriss der Villa, um Platz für Hochhäuser zu schaffen. Doch die Einstufung als Baudenkmal am 28. Januar 1985 kam dem Abriss zuvor. Die Unterschutzstellung erstreckt sich auf das gesamte Gebäude einschließlich der straßenseitigen Einfriedung, bestehend aus schmiedeeisernem Gitterzaun auf Naturwerksteinsockel. 1980 wurde das Haus von der Familie verkauft, der neue Eigentümer wandelte es in Eigentumswohnungen und Apartments um. Die Stadt Wuppertal übernahm den hinteren Teil des weitläufigen Parks und errichtete dort ein Altenheim.